# Стоян Караибишев
Стоян Тодоров Караибишев (също и Караибишов или Караибиша) е български революционер, деец на Вътрешната македоно-одринска революционна организация.

## Биография
Стоян Караибишев е роден на 18 септември 1852 година или в 1865 година в Стоилово, тогава в Османската империя. Остава без образование и се занимава със земеделие. Присъединява се към ВМОРО и става член е на селския революционен комитет и войвода на смъртната дружина в Стоилово. Когато избухва Илинденско-Преображенското въстание влиза в четата на Дико Джелебов и участва в сраженията при родното му село на 6 август 1903 година и село Калово.
На 1 март 1943 година, като жител на Стоилово, подава молба за българска народна пенсия, която е одобрена и пенсията е отпусната от Министерския съвет на Царство България.
Умира през 1945 година в родното си село.